# Poul Bjørndahl Astrup
Poul Bjørndahl Astrup (Copenaghen, 14 agosto 1915 – 30 novembre 2000) è stato un medico danese.
Nel 1952-53 in Danimarca vi fu un'epidemia di poliomielite che colpì soprattutto la popolazione giovane causando ai malati delle paralisi al sistema respiratorio e rendendoli dipendenti da macchine per la respirazione artificiale.
Poul Astrup all'epoca era responsabile del laboratorio dell'ospedale Blegdamshospitalet di Copenaghen e si premurò di trovare un modo per migliorare il trattamento di questi pazienti.
Scoprì che un modo per migliorare la respirazione consisteva nella misurazione del rapporto acido-base e dell'ossigenazione e insieme all'azienda danese Radiometer sviluppò un apparecchio per l'emogasanalisi.
Dal 1954 al 1979 fu a capo del laboratorio centrale del Rigshospitalet (l'ospedale universitario di Copenaghen). Nel 1964 venne nominato professore di chimica clinica.
In suo onore fu istituito il Poul Astrup Prize, un'onorificenza che premia i migliori lavori di ricerca scandinavi nel campo della chimica clinica.